# Myrmeciza immaculata
Myrmeciza immaculata е вид птица от семейство Thamnophilidae.

## Разпространение
Видът е разпространен във Венецуела, Еквадор, Колумбия, Коста Рика и Панама.